# Satz von Weyl (Lie-Algebra)
Der Satz von Weyl, benannt nach Hermann Weyl, ist ein wichtiger Satz aus der Theorie der Lie-Algebren. Er besagt im Wesentlichen, dass man endlichdimensionale Darstellungen halbeinfacher Lie-Algebren aus irreduziblen zusammensetzen kann, sofern der Grundkörper algebraisch abgeschlossen ist und die Charakteristik 0 hat.

## Begriffe
Eine Darstellung einer Lie-Algebra {\displaystyle L} über einem Vektorraum {\displaystyle V} ist ein Lie-Algebren-Homomorphismus von {\displaystyle \pi :L\rightarrow \mathrm {gl} (V)}, wobei letzteres die allgemeine lineare Lie-Algebra über {\displaystyle V} bezeichnet, d. h. die Menge aller linearen Operatoren mit der Kommutator-Klammer als Verknüpfung. Die Dimension des Vektorraums heißt auch Dimension der Darstellung. Ein Untervektorraum {\displaystyle W\subset V} heißt invariant, falls {\displaystyle \pi (x)w\in W} für alle {\displaystyle x\in L,w\in W}. Invariante Unterräume sind deshalb interessant, weil {\displaystyle \pi _{W}:L\rightarrow \mathrm {gl} (W),\pi _{W}(x):=\pi (x)|_{W}} wieder eine Darstellung ist. Man hat stets die sogenannten trivialen invarianten Unterräume {\displaystyle W=\{0\}} und {\displaystyle W=V}; gibt es nur diese, so nennt man die Darstellung irreduzibel, denn sie kann nicht durch weitere invariante Unterräume vereinfacht (reduziert) werden.
Eine Darstellung {\displaystyle \pi :L\rightarrow \mathrm {gl} (V)} heißt nun vollständig reduzibel, falls es vom Nullvektorraum verschiedene, invariante Unterräume {\displaystyle W_{1},\ldots ,W_{n}}, so dass {\displaystyle V=W_{1}\oplus \ldots \oplus W_{n}} die direkte Summe dieser Unterräume ist und jede Darstellung {\displaystyle \pi _{W_{i}}} irreduzibel ist. Vollständig reduzible Darstellungen können also in ihre irreduziblen Bestandteile zerlegt werden. Daher sind Sätze, die die vollständige Reduzibilität von Darstellungen sichern, sehr wichtig, insbesondere dann, wenn man alle irreduziblen Darstellungen kennt.

## Formulierung des Satzes
Jede endlichdimensionale Darstellung einer halbeinfachen Lie-Algebra über einem algebraisch abgeschlossenen Körper der Charakteristik 0 ist vollständig reduzibel.
Ein Beweis für {\displaystyle \mathbb {C} }-Lie-Algebren findet sich im unten angegebenen Lehrbuch von Hilgert und Neeb, dort wird dieser Satz auf das sogenannte Lemma von Whitehead über das Verschwinden gewisser Kohomologie-Gruppen zurückgeführt. Ein Beweis, der Kohomologie-Theorie vermeidet, findet sich bei Humphreys.

## Positive Charakteristik
Der Satz von Weyl wird falsch für Charakteristik {\displaystyle p>0}. Ist {\displaystyle \mathbb {K} } ein solcher Körper, so betrachte die Lie-Algebra 
{\displaystyle L=\mathrm {sl} _{2}(\mathbb {K} )},
die bekanntlich von 
{\displaystyle e={\begin{pmatrix}0&1\\0&0\end{pmatrix}},\quad f={\begin{pmatrix}0&0\\1&0\end{pmatrix}},\quad h={\begin{pmatrix}1&0\\0&-1\end{pmatrix}}}
erzeugt wird. Für {\displaystyle p\geq 3} ist diese Lie-Algebra einfach, insbesondere also halbeinfach.
Weiter sei {\displaystyle V:=\mathbb {K} [x,y]} der Vektorraum der Polynome in zwei Unbestimmten. Durch die Formeln
{\displaystyle \pi (e)(v):=x\cdot {\frac {\partial v}{\partial y}},\quad \pi (f)(v):=y\cdot {\frac {\partial v}{\partial x}},\quad \pi (h)(v):=x\cdot {\frac {\partial v}{\partial x}}-y\cdot {\frac {\partial v}{\partial y}}}    (für {\displaystyle v\in V})
wird eine unendlichdimensionale Darstellung {\displaystyle \pi :L\rightarrow \mathrm {gl} (V)} definiert.
Da die so definierte Operation von {\displaystyle L} die Grade der Polynome unverändert lässt, sind die von den homogenen Polynomen {\displaystyle x^{k}y^{n-k},\,k=0,\ldots n} erzeugten Unterräume {\displaystyle V_{n}} invariant. Man kann nun zeigen, dass die endlich-dimensionale Darstellung {\displaystyle \pi _{V_{p}}:L\rightarrow \mathrm {gl} (V_{p})} nicht vollständig reduzibel ist. In der Tat ist der von {\displaystyle x^{p}} und {\displaystyle y^{p}} erzeugte Unterraum {\displaystyle W\subset V_{p}}  invariant, denn {\displaystyle \pi _{W}} ist die Nulldarstellung, da die Ableitungen den Faktor {\displaystyle p} erzeugen, was für Körper der Charakteristik {\displaystyle p} der Multiplikation mit 0 gleichkommt, und es gibt keine invarianten, direkten Summanden von {\displaystyle W} in {\displaystyle V_{p}}. Daher ist der Satz von Weyl hier nicht gültig.